# Aci Catena
Aci Catena is een gemeente in de Italiaanse provincie Catania (regio Sicilië) en telt 27.895 inwoners (31-12-2004). De oppervlakte bedraagt 8,5 km2, de bevolkingsdichtheid is 3282 inwoners per km2.
De volgende frazioni maken deel uit van de gemeente: Aci San Filippo, Aci San Lucia, San Nicolò, Vampolieri, Eremo Santa Anna.

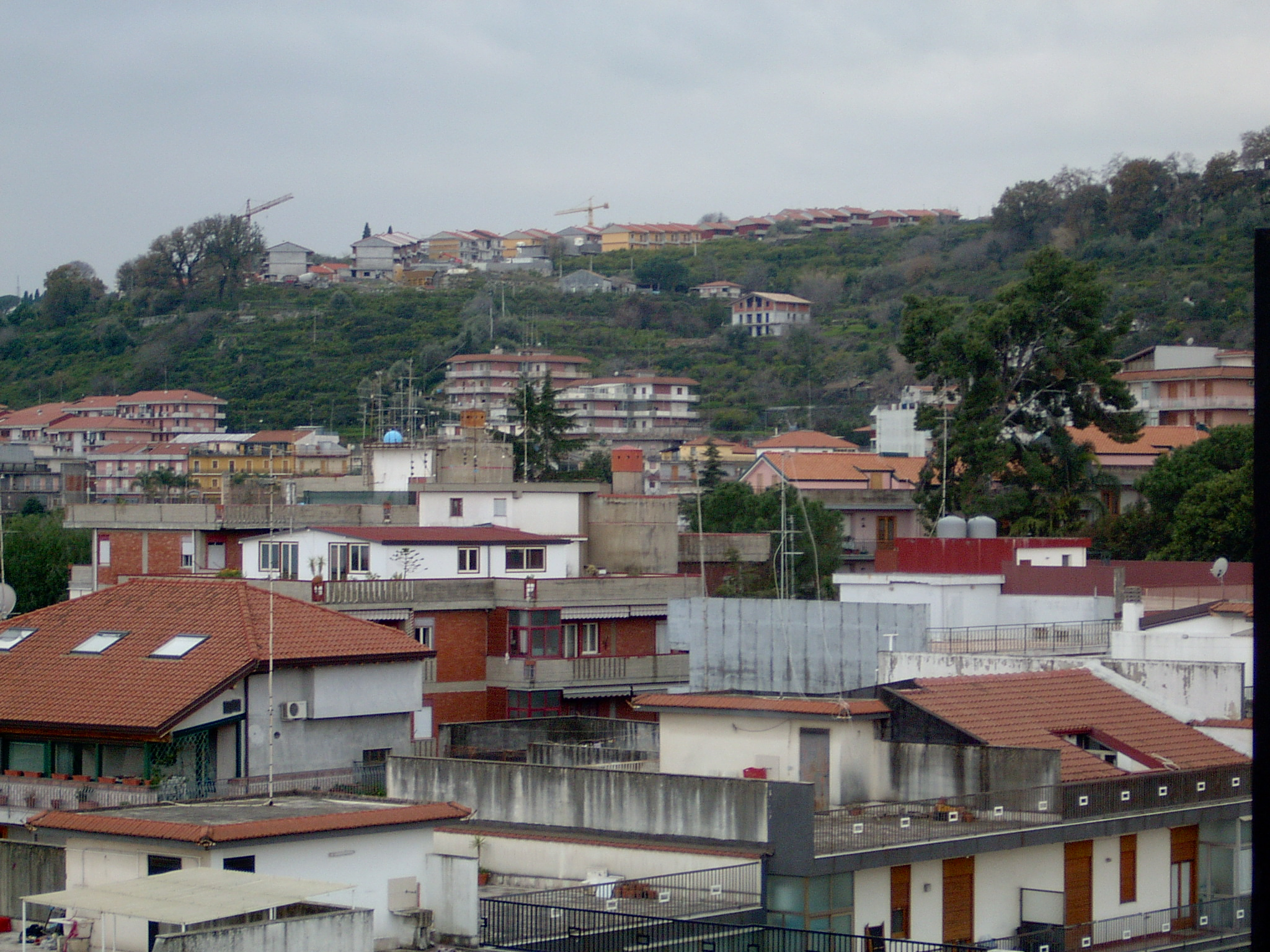

## Demografie
Aci Catena telt ongeveer 9124 huishoudens. Het aantal inwoners steeg in de periode 1991-2001 met 30,3% volgens cijfers uit de tienjaarlijkse volkstellingen van ISTAT.
| Jaar | Inwoneraantal |
| ---- | ------------- |
| 1991 | 20.760        |
| 2001 | 27.058        |

## Geografie
De gemeente ligt op ongeveer 170 m boven zeeniveau.
Aci Catena grenst aan de volgende gemeenten: Aci Castello, Aci Sant'Antonio, Acireale, Valverde.